# The Pinery
The Pinery es un lugar designado por el censo ubicado en el condado de Douglas en el estado estadounidense de Colorado. En el año 2000 tenía una población de 7253 habitantes y una densidad poblacional de 347 personas por km².

## Geografía
The Pinery se encuentra ubicada en las coordenadas 39°26′41″N 104°44′33″O / 39.44472, -104.74250.

## Demografía
Según la Oficina del Censo en 2000 los ingresos medios por hogar en la localidad eran de $105.187, y los ingresos medios por familia eran $108.256. Los hombres tenían unos ingresos medios de $79.255 frente a los $42.835 para las mujeres. La renta per cápita para la localidad era de $43.065. Alrededor del 0,7% de la población estaba por debajo del umbral de pobreza.